# Giovanni Battista Soriani
Giovanni Battista Soriani, O. Carm. (falecido no dia 25 de junho de 1582) foi um prelado católico romano que serviu como bispo de Bisceglie (1576–1582).

## Biografia
Giovanni Battista Soriani foi ordenado sacerdote na Ordem dos Irmãos de Nossa Senhora do Carmo. No dia 22 de agosto de 1576, foi nomeado durante o papado de Gregório XIII como Bispo de Bisceglie. A 2 de setembro de 1576, foi consagrado bispo por Giulio Antonio Santorio, cardeal-sacerdote de San Bartolomeo all'Isola, com Gaspare Viviani, bispo de Hierapetra et Sitia, e Giovanni Antonio Facchinetti de Nuce, bispo emérito de Nicastro, servindo como co- consagradores. Soriani serviu como Bispo de Bisceglie até à sua morte a 25 de junho de 1582 em Barletta, Itália.
Enquanto bispo, foi o co-consagrador principal de Paolo Bellardito, bispo de Lipari (1580).